# Kinosternon oaxacae
Kinosternon oaxacae  (лат.) — вид иловых черепах, обитающий в Северной Америке.

## Описание
Общая длина карапакса достигает 17,5 см. Наблюдается половой диморфизм: самцы крупнее самок. Голова умеренного размера. На подбородке присутствует 3—4 усика. На верхней челюсти есть своеобразный крюк. Карапакс достаточно высокий и удлинённый с килем идущим по середине. Пластрон небольшой. Подвижная связка не достаточно развита, поэтому черепаха не может полностью «закрываться». У самцов вогнутый пластрон и большой хвост.
Голова и шея коричневые с мелкими пятнами жёлтого цвета. Верхняя часть головы темнее нижней. Карапакс тёмно-коричневого или чёрного цвета. Концы краевых щитков жёлтые с тёмными полосами. Пластрон и перемычка имеют жёлтый или коричневый цвет с тёмными пятнами. Конечности коричневые или серые сверху и кремового цвета снизу. Хвост полностью коричневый или серый.

## Образ жизни
Обитает в реках, болотах, ручьях в горной местности и низинах. Встречается на высоте до 800 м над уровнем моря. Активна днём. Питается икрой рыб, насекомыми, ракообразными, земноводными.

## Размножение
Половая зрелость у самцов наступает в возрасте 7—10 лет, у самок — в 8—9 лет. Самка откладывает до 4—5 яиц.

## Распространение
Эндемик Мексики. Обитает в бассейне рек Колотепек и Тонамека на тихоокеанском побережье штата Оахака.